# Langue contrôlée
En linguistique, une langue contrôlée (LC) est généralement définie comme sous-ensemble d'une langue naturelle, dont la grammaire et le vocabulaire ont été restreints afin de réduire l'ambigüité et la complexité des textes.

## Concept
On distingue traditionnellement deux groupes de langues contrôlées :
- les LC pour les humains, qui visent à améliorer la lisibilité des documents et à en faciliter la compréhension.
- les LC pour les machines, qui visent à faciliter le traitement automatique de textes.

Parmi les règles les plus fréquemment rencontrées dans ces langues contrôlées, on peut citer :
- des règles lexicales : respecter le lexique préconisé ; ne pas utiliser de synonymes ;
- des règles syntaxiques : éviter l'emploi de pronoms personnels ; utiliser la voix active uniquement ;
- l'organisation textuelle et documentaire : rédiger des phrases concises ; respecter l'ordre chronologique.

## Intérêt pratique et aspects économiques
Apparues dans les années 1970, les langues contrôlées sont généralement conçues pour répondre à des besoins :
- économiques : diminuer les coûts liés à la production, à l'actualisation et/ou à la traduction (automatique ou humaine) de documents techniques[3],[4] ;
- de sécurité : limiter les risques d'erreur d'interprétation et de compréhension[5] ;
- de productivité : limiter les pertes de temps dues aux erreurs de compréhension[6].

Nombre de langues contrôlées ont ainsi été créées et utilisées, mais le plus souvent confinées au sein de grands groupes industriels, car conçues d'abord pour les besoins internes de ceux-ci.

### En France
La plupart des expériences ont été menées en anglais, ce qui explique que le concept soit encore peu répandu en France. Vikidia, créée en 2006, est une encyclopédie en « français simple ».
Le Centre de Recherche Lucien Tesnière, laboratoire de traitement automatique des langues de l'université de Franche-Comté a contribué à développer et à valider l'usage pratique des langues contrôlées en français, avec deux projets successifs de ANR : Lise et SensUnique.
La jeune pousse Prolipsia, créée par une chercheuse de ce laboratoire, s'était donné pour but l'exploitation commerciale des langues contrôlées en français,. Elle a cessé ces activités en 2016[réf. souhaitée].

## Exemples de langue contrôlée
- AECMA Simplified Technical English (anglais simplifié)
- (en) Attempto Controlled English
- Basic English
- BULL Global English
- Caterpillar Technical English
- CLOUT (Controlled Language Optimized for Uniform Translation)
- Français Rationalisé (Dassault Aerospace)
- (en) Gellish
- IBM Easy English
- PENG (Processable English)
- (en) PoliceSpeak
- Scania Swedish
- (en) SeaSpeak
- Xerox Multinational Customized English